# Leopold Jansa
Leopold Jansa (nascut el 23 de març de 1795 a Wildenschwert, Bohèmia - mort el 24 de gener de 1875 a Viena) va ser un violinista, pedagog musical i compositor txec-austríac, que es va fer un nom principalment com a músic del quartet de corda i com a professor.

## Biografia
Leopold Jansa, fill d'un fabricant de teixits, va rebre lliçons de cant i instrumental de Jan Jahoda, el professor de l'escola local. Va aprendre a tocar l'orgue del seu cosí, l'organista Jan Zizius. Jansa va romandre inicialment autodidacta al violí. Va completar els seus estudis a Brno i es va traslladar a Viena el 1817, on va començar a estudiar dret. Però el va trencar després de dos anys i es va dedicar completament a la música. A través d'un estudi intensiu, Jansa es va convertir en un excel·lent violinista, que va poder mantenir-se al costat dels virtuosos Joseph Mayseder i Joseph Böhm. A més, també va prendre classes de composició d'Emanuel Aloys Förster i va crear una sèrie d'obres per a violí.
L'any 1823 Jansa va rebre el càrrec de virtuós de la cambra a la capella del comte Brunswik a Hongria, però va tornar a Viena al cap d'aproximadament un any, on va ocupar un càrrec amb la "Wiener Hofmusikkapelle" capella de la cort.
El 1834 li va donar el càrrec de director musical a la Universitat de Viena i el mateix any Jansa també va intentar reviure la tradició del quartet, que havia quedat adormida a Viena des de la mort d'Ignaz Schuppanzigh (1830), però inicialment amb poc èxit. Després d'un altre intent fallit el 1836, el Jansa Quartet només va poder celebrar regularment cicles de concerts públics a partir del 1845.
Abans treballava com a professor privat de violí, finalment Jansa va ser nomenat professor al conservatori de la "Gesellschaft der Musikfreunde" el 1847. Entre els seus alumnes més importants hi havia Wilma Neruda (després Norman o Hallé) i Károly Goldmark.
Aparentment simpatitzant amb els insurgents durant la revolució de 1848, va participar en un concert benèfic a Londres el 1849 per als revolucionaris hongaresos que havien fugit, motiu pel qual va perdre la seva posició a Viena i també va emigrar a Anglaterra el 1850. Allà va treballar amb èxit com a professor de violí durant gairebé dues dècades. Indultat per l'emperador austríac el 1868 després de la fundació de l'estat dual i atorgada una pensió de gràcia, Jansa va tornar a Viena, on va fer la seva última aparició pública el 1871. Va morir el 1875 a l'edat avançada de 80 anys.
Jansa va deixar enrere un nombre impressionant de composicions, la majoria d'estil alt romàntic però sense una marcada originalitat. A més de quatre concerts per a violí, sonates, trios, quartets, etc., també hi havia una sèrie d'arranjaments que s'havien creat a Viena i Londres al llarg dels anys.